# Agnieszka Grochowicz
Agnieszka Grochowicz (ur. 25 stycznia 1978 w Warszawie) – polska wokalistka, poetka i kompozytorka reprezentująca gatunek piosenki literackiej. Dyplomowana aktorka.

## Życiorys
Absolwentka Newcastle High School w Australii, Studia Aktorskiego Art-Play Doroty Pomykały w Katowicach, Lart Studio w Krakowie oraz Wydziału Aktorskiego Państwowej Wyższej Szkoły Teatralnej im. Ludwika Solskiego w Krakowie.                                                                          W latach 2004–2005 aktorka Teatru Bagatela w Krakowie. 
Wokalistka i autorka tekstów piosenek oraz muzyki. Dotychczas napisała piosenki z kompozytorami takimi jak m.in. Zygmunt Konieczny, Andrzej Zarycki , Ewa Kornecka, Janusz Grzywacz, Mirosław Czyżykiewicz , Włodzimierz Nahorny , Jerzy Derfel . 
Współpracuje z Kabaretem Loch Camelot oraz Piwnicą pod Baranami.
Występowała podczas Krakowskich Nocy Poezji  oraz Nocy Jazzu .
Koncertowała m.in. w Piwnicy pod Baranami, Loch Camelot, Radio Kraków, Teatrze Atelier im. Agnieszki Osieckiej w Sopocie, Filharmonii Opolskiej ,Teatrze im. Heleny Modrzejewskiej w Legnicy, Muzycznej Owczarni w Jaworkach oraz licznych ośrodkach kulturalnych i klubach na terenie całej Polski, m.in. w Krakowie, Warszawie, Lublinie,Puławach, Toruniu, Tychach, Katowicach, Wrocławiu, Jeleniej Górze, Mielnie i wielu innych.
Jej utwory prezentowane były w stacjach radiowych takich jak Radio Kraków , Dwójka , Trójka, Antyradio, Radio Merkury, Radio Egida, Radio Szczecin, Radio Koszalin,                    Radio PIK .
Piosenka „Kołysanka Niestosowne Sny” z jej tekstem i muzyką napisaną wspólnie z kompozytorem Dawidem Rudnickim zajęła 1. miejsce na Alternatywnej Liście Przebojów Radia Kraków.
Stypendystka Miasta Krakowa 2007 w dziedzinie Teatr i Sztuka Estradowa. Laureatka ogólnopolskich festiwali piosenki artystycznej. Finalistka Sydney Morning Herald Young Writer of The Year Competition.
Pedagog teatralny.